# 因普豐多
因普豐多是剛果共和國的城鎮，也是利夸拉省的首府，位於該國東北部的烏班吉河畔，毗鄰與剛果民主共和國接壤的邊境，海拔高度327米，每年平均降雨量1,756毫米，鎮上有機設施，2010年人口估計約23,024。
1°38′N 18°04′E / 1.633°N 18.067°E